# Dugorepa žabousta
Dugorepa žabousta (lat. Batrachostomus hodgsoni) je vrsta ptice roda Batrachostomus. Živi u Bangladešu, Butanu, Kini, Indiji, Laosu, Mianmaru, Tajlandu i Vijetnamu. Staništa su joj umjerene šume. Velika je 22 – 27 cm i teška 51 g. Mužjaci su crvenosmeđe boje, s crnim i bijelim pjegama, a ženke su crvenkaste boje, samo s manje svjetlih pjega. Hrane se moljcima, tvrdokrilcima i drugim velikim kukcima. Mala gnijezda su na granama, u nima su obično dva jaja.

## Vanjske poveznice
|  | Zajednički poslužitelj ima još gradiva o temi Batrachostomus hodgsoni |
|  | Wikivrste imaju podatke o taksonu Batrachostomus hodgsoni             |